# 満洲リーグ戦

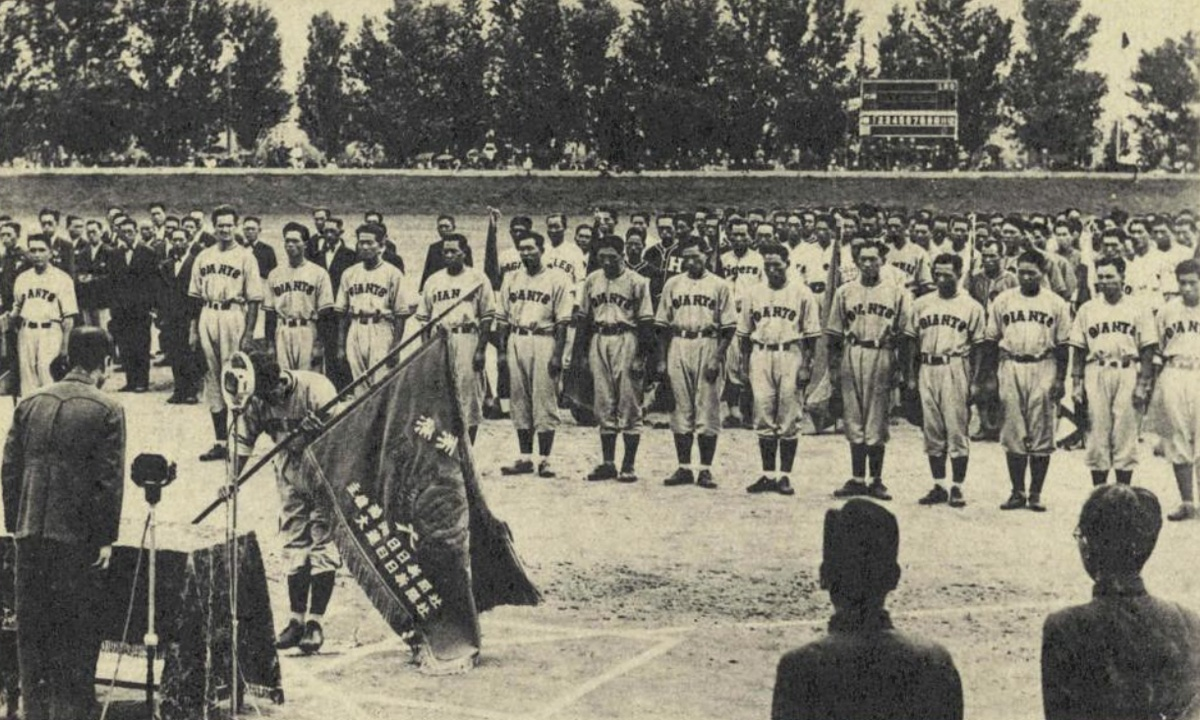
満洲リーグ戦閉会式
（奉天満鉄球場）

満洲リーグ戦（まんしゅうリーグせん）は、1940年7月31日から8月23日まで、満洲（現：中国東北部）で開催された日本プロ野球初の海外公式戦。

## 概要
1932年の満洲国建国よりも以前から、1905年のポーツマス条約締結後に日本（大日本帝国）の租借地となった関東州や南満洲鉄道附属地では、内地と同様に学生野球や社会人野球が盛んに行われており、全国中等学校優勝野球大会は1921年の第7回大会から地方大会の満洲大会が始まり、都市対抗野球大会は1927年の第1回大会から1929年の第3回大会まで満洲勢が3連覇するほどであった。
1936年に始まった日本プロ野球への関心も高く、当時の日本野球連盟は、夏季リーグ戦を丸々使って満洲遠征を行うことにした（当時は1シーズン制だったが、厳密には春季・夏季・秋季の3ステージに分かれていた）。第1回満洲リーグ戦と銘打ち、満洲国新京特別市（現：長春市）の新京児玉公園球場（21試合）、奉天市（現：瀋陽市）の奉天満鉄球場（21試合）、鞍山市の鞍山昭和製鋼球場（4試合）、関東州大連市の大連中央公園満倶球場（26試合）の4球場で、全9球団が2試合ずつ総当たりとなる計72試合が開催された。
結果は、東京巨人軍が14勝2敗、大阪タイガースが11勝5敗、阪急軍と名古屋軍が10勝5敗1分、イーグルスが7勝8敗1分、東京セネタースが5勝7敗4分、名古屋金鯱軍が5勝11敗、南海軍が3勝11敗2分、ライオン軍が2勝13敗1分となった。この年から公式球の品質が低下し始めており、貧打戦が多く満洲リーグ戦だけでもノーヒットノーランが2度達成された（結局この1940年は、現在でも最多のシーズン5度のノーヒットノーランが記録されている）。ちなみに首位打者は、濃人渉（名古屋金鯱軍。打率 .365）だった。
選手や関係者は大歓迎を受け、公式戦終了後にファン投票によるオールスター紅白戦まで行われるなど興行的には成功したが、列車での長距離移動による疲労や南京虫などの虫害に悩まされた。
翌1941年に「第2回満洲リーグ戦」を開催する予定だったが、戦局悪化のため中止となった。その後、1961年5月20日・21日に西鉄ライオンズ対東映フライヤーズ2連戦、1962年6月13日・14日に阪急ブレーブス対毎日大映オリオンズ3連戦（13日はダブルヘッダー）が、いずれも米国統治時代の沖縄県那覇市の沖縄県立奥武山野球場で開催されたが、海外公式戦に該当するかは不明。2002年5月14日・15日には福岡ダイエーホークス対オリックス・ブルーウェーブ2連戦が、中華民国台北市の台北市立天母棒球場で開催された。